# Pogrom w Jasionówce
Pogrom w Jasionówce – pogrom ludności żydowskiej, który miał miejsce w 1941 roku w Jasionówce. 
Podobnie jak w wielu innych miejscowościach Łomżyńskiego i Białostocczyzny okupowanych po 17 września 1939 roku przez Sowietów, w lipcu 1941 w tej miejscowości doszło do wymordowania prawie całej społeczności żydowskiej.

## Tło historyczne
Najstarsze dane o osadnictwie żydowskim w Jasionówce pochodzą z XVII wieku. W 1878 roku  wieś liczyła 1452 mieszkańców, w tym 1064 Żydów. W  XIX wieku Jasionówka stała się poważnym ośrodkiem garbarstwa i kuśnierstwa. Obok Żydów i Polaków mieszkali tu również Białorusini i Tatarzy. W latach trzydziestych XX w. żydowska społeczność liczyła około 400 rodzin. Inne dane mówią o 1300 lub 2000 żydowskich mieszkańców. W Jasionówce działały dwie bożnice położone pomiędzy ulicami 11 Listopada a 3 Maja.
Jasionówka była krótko okupowana przez Niemców w 1939 roku. Od 17 września znalazła się pod okupacją sowiecką.  Żydzi ciepło powitali Armię Czerwoną wkraczającą do miasta. W 1941 roku Niemcy wkroczyli do Jasionówki 27 czerwca. Powitani zostali jak wyzwoliciele.

## Opis
Jehoszua Bernard w relacji spisanej w 1945 roku tak opisuje wydarzenia z 27 i 28 czerwca: „Wkraczając Niemcy pobili 74 Żydów, co spowodowało pogrom, który trwał dwa dni, miasteczko stanęło w płomieniach. (…) Na czele miasta stanął Polak o nazwisku Grodzki, nacjonalista, który ogałacał nas ze wszystkiego. Z jego rąk zginęło około 100 Żydów, przede wszystkim młode osoby”.
Wg relacji innego świadka Pesi Szuster-Rozenblum rabunki zaczęły się jeszcze przed pojawieniem się Niemców, a pogromowi na większą skalę zapobiegł miejscowy ksiądz Cyprian Łozowski.
Także w czasie pogromu po wkroczeniu Niemców ksiądz Łozowski starał się powstrzymać pogrom. Tam gdzie nie było Niemców bił ich (Polaków) kijami, a widząc, że żadne mowy i napomnienia nie pomagają zagroził im piekłem jeśli nadal będą czynić taka niesprawiedliwość.
Według tej, a także innych relacji tego dnia Niemcy zamknęli w piwnicy kilkudziesięciu Żydów. Pięcioro zamordowali, reszcie udało się wykupić. Następnie Żydów spędzono na Rynek, a sąsiednie ulice podpalono. Urządzono też polowanie na Żydów próbujących się ukryć. Esesmani biegali po polach. Chrześcijanie pomagali im biegając z wielkimi kijami w dłoniach, łapiąc każdego, kogo zauważyli bez wyjątku. Jeśli ktoś nie był im posłuszny, zabijali go bijąc kijami.
W ciągu tych dwóch dni zginęło według relacji Pesi Szuster Rozenblum około 70 osób. Inne dane mówią o 150 ofiarach, świadkowie mówili, że Niemcy fotografowali te zajścia.
Pod koniec czerwca zorganizowano w Jasionce straż obywatelską, nazwaną Komitetem Porządkowym, którego komendantem został Leon Kownacki.  Aktywistą Komitetu został były naczelnik poczty Antoni Froncewicz, z inicjatywy którego 5 lipca aresztowano kilkudziesięciu Żydów i zamknięto w remizie strażackiej. Według zeznających po wojnie świadków, remizę oblano benzyną i chciano podpalić, czekano jednak na zgodę Gestapo, której to zgody władze niemieckie nie udzieliły. Zachowane relacje potwierdzają rolę jaką w prześladowaniu Żydów odegrał Władysław Grodzki. Tak zapamiętała go Pesia Szuster-Rosenblum:
„Wykorzystywał tę sytuację Grodzki, Polak, który podczas rządów sowieckich wysługiwał się władzy, mówił tylko po rosyjsku, a teraz stał się najwierniejszym niemieckim sługą i chciał mieć z tego korzyści. (…) Sam chodził i urządzał rekwizycje, aresztował kogo chciał, każdy się go bał. Obok morderstw, rabunku i wymuszeń Grodzki zgwałcił też córkę rabina Helę Grodzieńską. Po rozwiązaniu Komitetu Porządkowego Grodzki został komendantem polskiej policji pomocniczej.
Jesienią 1942 roku w Jasionówce utworzono getto, które de facto stało się obozem pracy. Wcześniej działał tam Judenrat, któremu udało się opóźnić likwidację getta, a także przyjąć do niego ok. 400 uchodźców z okolicznych miasteczek. 
Likwidacja getta nastąpiła 24 stycznia 1943 roku. Żydów z Jasionówki przewieziono saniami do Knyszyna, a następnie pociągiem do Białegostoku. Ostateczna zagłada dokonała się w komorach gazowych Treblinki. Około 300 Żydom z getta udało się uciec w czasie transportu. Większość z nich została wydana Niemcom i rozstrzelana. Kilkudziesięciu z nich udało się przeżyć. Wśród ratujących, byli Józef i Waleria Kownaccy z kolonii Kąty w pobliżu Jasionówki. Przez 17 miesięcy ukrywali oni w swym gospodarstwie dwóch braci Goniądzkich. Obaj bracia Izrael i Mojżesz przeżyli wojnę. W 1988 roku Józef i Waleria Kownaccy odznaczeni zostali medalem Sprawiedliwych Wśród Narodów Świata.
Po wojnie Władysław Grodzki, jako nieliczny sprawca pogromów z lata 1941 roku, za udowodnione mu morderstwa na Żydach został skazany na najwyższy wymiar kary. Wyrok śmierci został wykonany. Antoni Froncewicz także stanął przed sądem, gdzie został uniewinniony.